# Гурьевская Скала
Гу́рьевская Скала́ (в 1842 году Гу́рьевка; укр. Гур'євська Скеля, крымскотат. Guryevskaya Skala, Гурьевская Скала) — исчезнувшее село в Ленинском районе Республики Крым, располагавшееся на востоке района и Керченского полуострова, примерно в 0,5 км к югу от современного села Приозёрное.

## История
Впервые в доступных источниках встречается на карте 1842 года, где русская Гурьевка обозначена условным знаком «малая деревня», то есть, менее 5 дворов.
Вновь упоминается в «…Памятной книжке Таврической губернии на 1892 год», согласно которой в безземельной деревне Гурьевская скала Сарайминской волости Феодосийского уезда, не входившей ни в одно сельское общество, числилось 10 жителей, домохозяйств не имеющих. По «…Памятной книжке Таврической губернии на 1902 год» на хуторе Гурьевская Скала, входившем в Ново-Александровское сельское общество, числились те же 10 жителей, домохозяйств не имеющих. В дальнейшем в доступных источниках не встречается.